# Marius Lepage
Pour les articles homonymes, voir Lepage.
Marius Lepage, né le 23 septembre 1902 à Château-Gontier (Mayenne) et mort le 1er juin 1972 à Laval  est un écrivain français et franc-maçon.

## Biographie

### Origine
Né dans le milieu paysan et abandonné par ses parents à sa naissance, Marius Lepage fut recueilli par un oncle, facteur à Laval. Il y poursuivit ses études : boursier au lycée de Laval. Il devient bachelier en 1921, et s'engage dans l’armée pendant trois ans[réf. nécessaire].
En 1928, il entre par concours à la préfecture de la Mayenne. Il y deviendra chef de division[réf. nécessaire].
Il adhère au Parti socialiste SFIO en avril 1928. Il en est le secrétaire de la section de Laval de 1928 à 1932. Il apporte régulièrement la contradiction dans des conférences politiques adverses : réunion des Jeunesses patriotes avec Roger de Saivre, Henry de Sèze, Jacques Martin-Sané, Édouard Creuzé de Lesser et Emmanuel Évain,[source insuffisante] Philippe Henriot.
Excellent nageur, il est capitaine de l'équipe de water-polo du Stade lavallois. Volontaire pendant la guerre 1939-40, il combat encore trois jours après l'armistice.[réf. nécessaire]
Il entretient d'excellentes relations avec l'évêché de Laval, et Mgr Paul Richaud intervient en sa faveur près du Gouvernement de Vichy afin d'éviter sa révocation, alors que son nom vient d'être publié sur le Journal officiel dans la liste des francs-maçons[réf. nécessaire].
Il fut l'un des proches collaborateurs d'Édouard Bonnefoy alors qu'il était préfet de la Mayenne pendant la Seconde Guerre mondiale.
En 1946, il est président du syndicat des fonctionnaires et agents des préfectures et sous-préfectures pour la section de la Mayenne[réf. nécessaire].

### Franc-maçonnerie
Il fut initié à la franc-maçonnerie dans la « Loge Volney » du Grand Orient de France le 24 janvier 1926, dont il est le vénérable sans interruption de 1946 à 1963.
Il dota cette loge d'un rituel assez particulier qu'elle continuera d'utiliser après qu'il en aura démissionné[réf. nécessaire]. Il est l'auteur de nombreux articles et de plusieurs ouvrages sur la franc-maçonnerie[réf. nécessaire].
Dans le numéro 12 (novembre-décembre 1930) de La Revue anarchiste, sous le titre « Plaidoyer pour la Franc-Maçonnerie », en tant qu'anarchiste et maçon, il répond à Pierre Roggers. Il expose ouvertement son appartenance maçonnique et sa fierté d'appartenir à la franc-maçonnerie, il cite un extrait des paroles du serment maçonnique qui l'engage envers sa famille, les faibles et l'humanité, et doute que tout anarchiste ne puisse les faire siennes[réf. nécessaire].
Il fut en particulier le premier à établir une différence fondamentale entre l’« ordre maçonnique » dans son essence et les obédiences maçonniques qui n’en sont pour lui que les manifestations temporelles. Il le fit notamment dans une série d’articles qu'il publia dans la revue Le Symbolisme, créée en 
1912 par Oswald Wirth, dont il devint rédacteur en chef en 1945 puis directeur de 1956 à 1971. Il réunit par la suite ces articles en un livre intitulé  L'Ordre et les Obédiences.
En 1961, à l'époque où se prépare le concile œcuménique Vatican II, il organise à Laval une conférence en loge, réservée aux francs-maçons, au cours de laquelle le Révérend Père jésuite Michel Riquet vient présenter le point de vue des catholiques sur l'athéisme. L'organisation de cette conférence reçoit l'accord de l'évêque de Laval ainsi que celui du Grand Orient de France. Toutefois le Grand Orient, à la suite de l'émotion suscitée dans ses rangs après que la presse nationale s'est fait l'écho de l'événement, demande que la conférence prenne la forme d'une simple réunion à caractère privé et qu'il n'y soit fait aucun usage de cérémonial maçonnique.
Cette conférence soulève cependant des réactions assez vives de nombreuses loges du Grand Orient, en particulier de celles du Sud-Ouest, ce qui aboutit dans un premier temps à une suspension de Marius Lepage et à sa convocation devant les instances disciplinaires de l'obédience, avant qu'il ne soit acquitté par celles-ci, en première instance le 23 septembre 1961, puis, après l'appel interjeté par le Conseil de l'Ordre, définitivement le 18 décembre de la même année.
Marius Lepage démissionnera du Grand Orient de France pour une raison différente en 1963 avant de créer au sein de la Grande Loge nationale française la loge Ambroise Paré à l'orient de Laval. Au mois d'août 1969, il envisagera de quitter la Grande Loge nationale française qui le déçoit pour rejoindre la Loge nationale française, nouvelle fédération de loges que René Guilly vient de fonder le 26 avril 1968. Mais il ne mettra pas son projet à exécution.
Il est aussi l'auteur de plusieurs articles dans L'Intermédiaire des chercheurs et curieux[réf. nécessaire].
Son neveu Claude Lepage, va mettre en lieu sûr l'ensemble des documents maçonniques de la loge Volney pendant la Seconde Guerre mondiale[réf. nécessaire]. Il est initié dans cette loge en 1945[réf. nécessaire]. Il est à l'origine du Judo-Club de Laval en 1950, et de celui de Dinan en 1967.

## Publications
- Histoire de la Franc-maçonnerie dans la Mayenne (1756-1951). Le Mans, Imprimerie Monnoyer, 1951. (avec la collaboration d'André Bouton) ;
- L'Ordre et les Obédiences, Histoire et Doctrines de la Franc-maçonnerie. Paul Derain, Lyon, 1956, Dervy-Livres, 1978, 1993.

## Sources
- Archives départementales de la Mayenne, M 3198.
- L’Effort social, 12 décembre 1931, 16 avril 1932.
- Les Nouvelles mayennaises, 7 juillet 1946, 1er février 1948.
- Henry Coston, Dictionnaire de la politique française, t. II, 1972